# Gaocheng

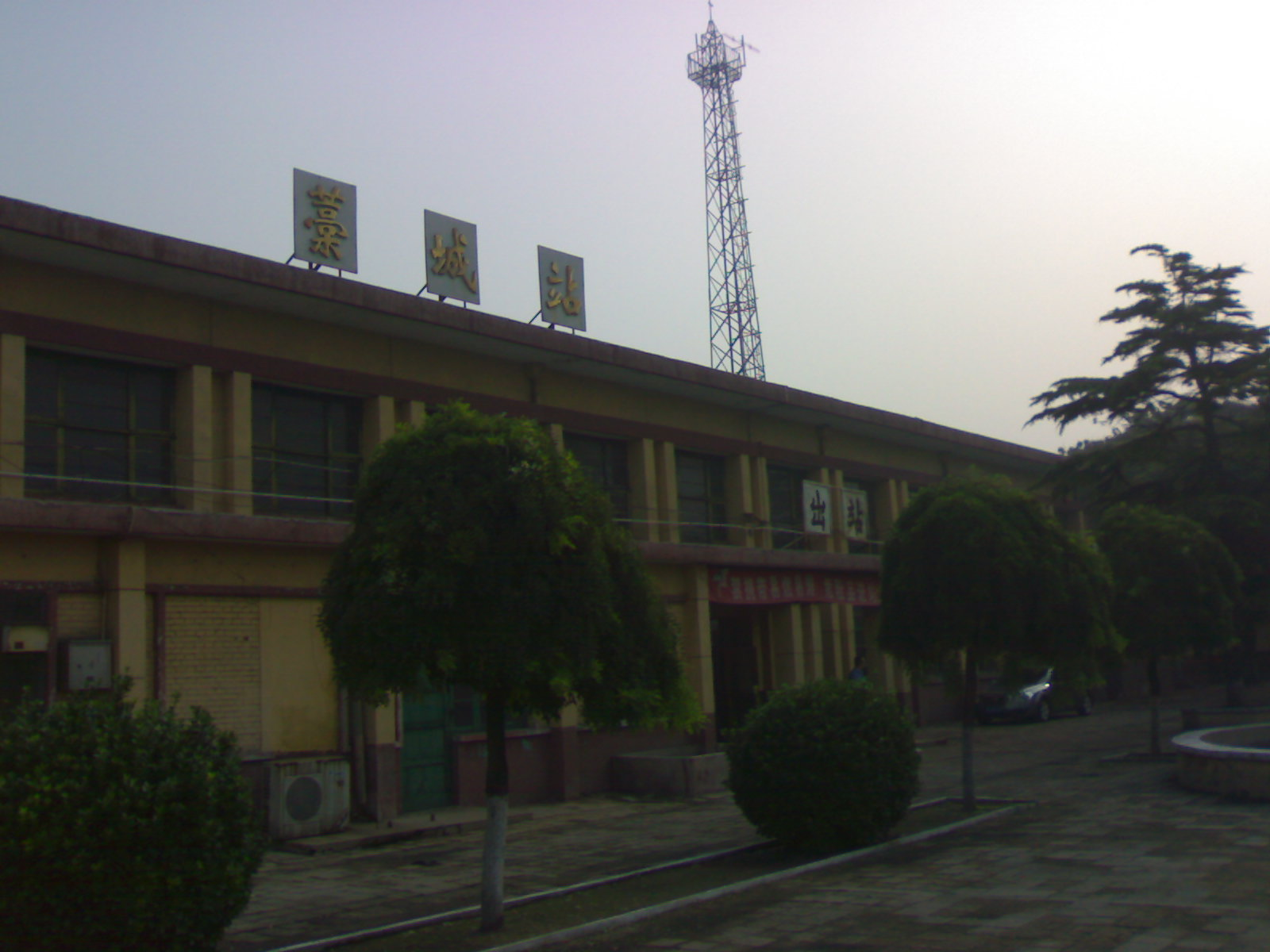
Ciudad de Gaocheng

Gaocheng (en chino, 藁城) es una ciudad que pertenece a Shijiazhuang, Hebei, la República Popular de China. La ciudad tiene un área de 836 km² y una población de 743000 personas. Se halla entre 37°51′N 114°39′E / 37.850, 114.650 y 37°51′N 114°59′E / 37.850, 114.983.

## Administración
Gaocheng se divide en 13 poblados y 1 villa.
Pueblos:
- Lianzhou (廉州镇),Gangshang (岗上镇), Nandong (南董镇), Xing'an (兴安镇), Nanmeng (南孟镇), Meihua (梅花镇), Chang'an (常安镇), Zengcun (增村镇), Xiguan (西关镇), Zhangjiazhuang (张家庄镇), Jiashizhuang (贾市庄镇), Qiutou (丘头镇), Nanying (南营镇).

Villa:
- Grupo étnico Hui Jiumen (九门回族乡)